# 쌍별귀뚜라미
쌍별귀뚜라미(Gryllus bimaculatus)는 메뚜기목 귀뚜라미과의 곤충이다. 몸은 전체적으로 검고, 앞날개 기부에 노란 점이 있기 때문에 영어로 'two-spotted cricket'이라 한다.

## 수입
쌍별귀뚜라미는 한국 토착종은 아니지만, 밀웜처럼 주로 애완동물의 먹이용이나 애완곤충으로 대량 양식된다.

## 식용 곤충에의 허용
대한민국 식품의약품안전처는 한시적 식품원료로 인정받은 갈색거저리유충과 쌍별귀뚜라미를 모든 영업자가 식품의 제조·가공·조리에 사용할 수 있도록 허용하는 개정안을 추진하였다. 농림축산식품부는 식품원료로 등록된 쌍별귀뚜라미의 이름을 '쌍별이'로 정했다고 밝혔으며, 쌍별귀뚜라미의 새 이름 쌍별이는 쌍별귀뚜라미의 특징을 담아 기억하기 쉽게 만든 것이라고 농식품부는 설명했다.

## 사진

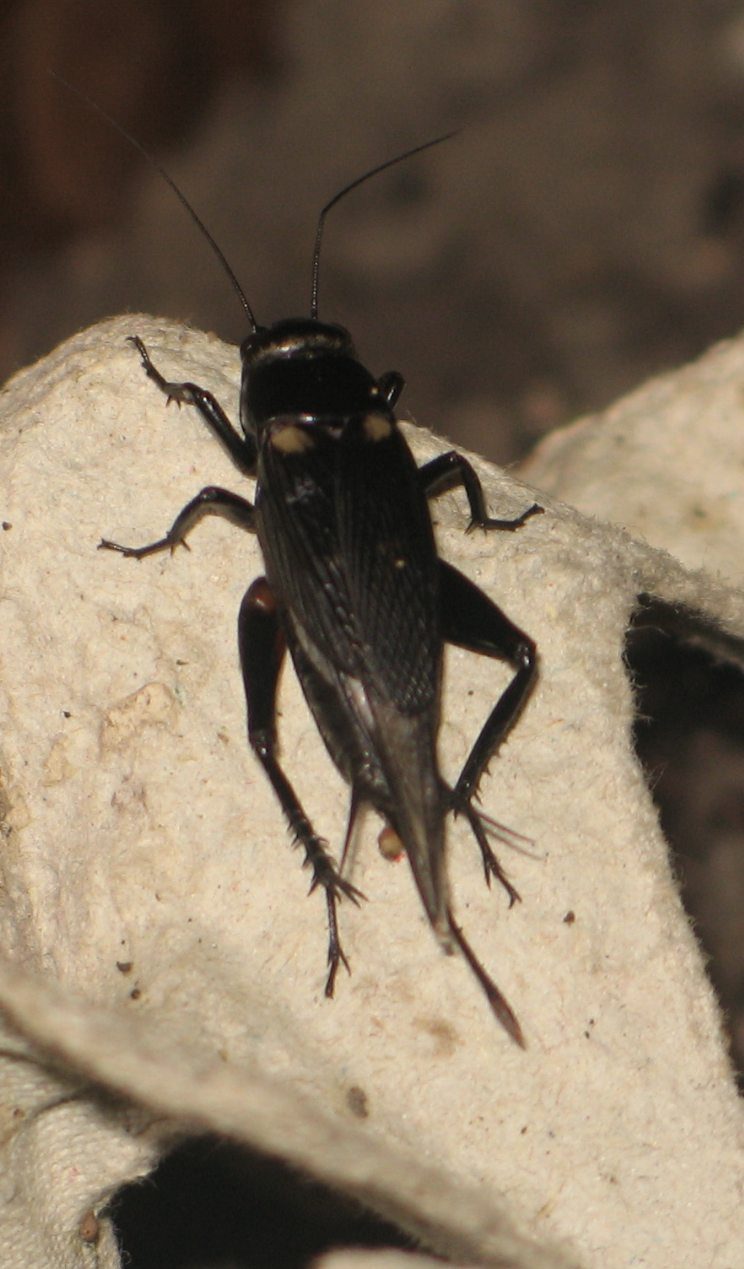
쌍별귀뚜라미 암컷
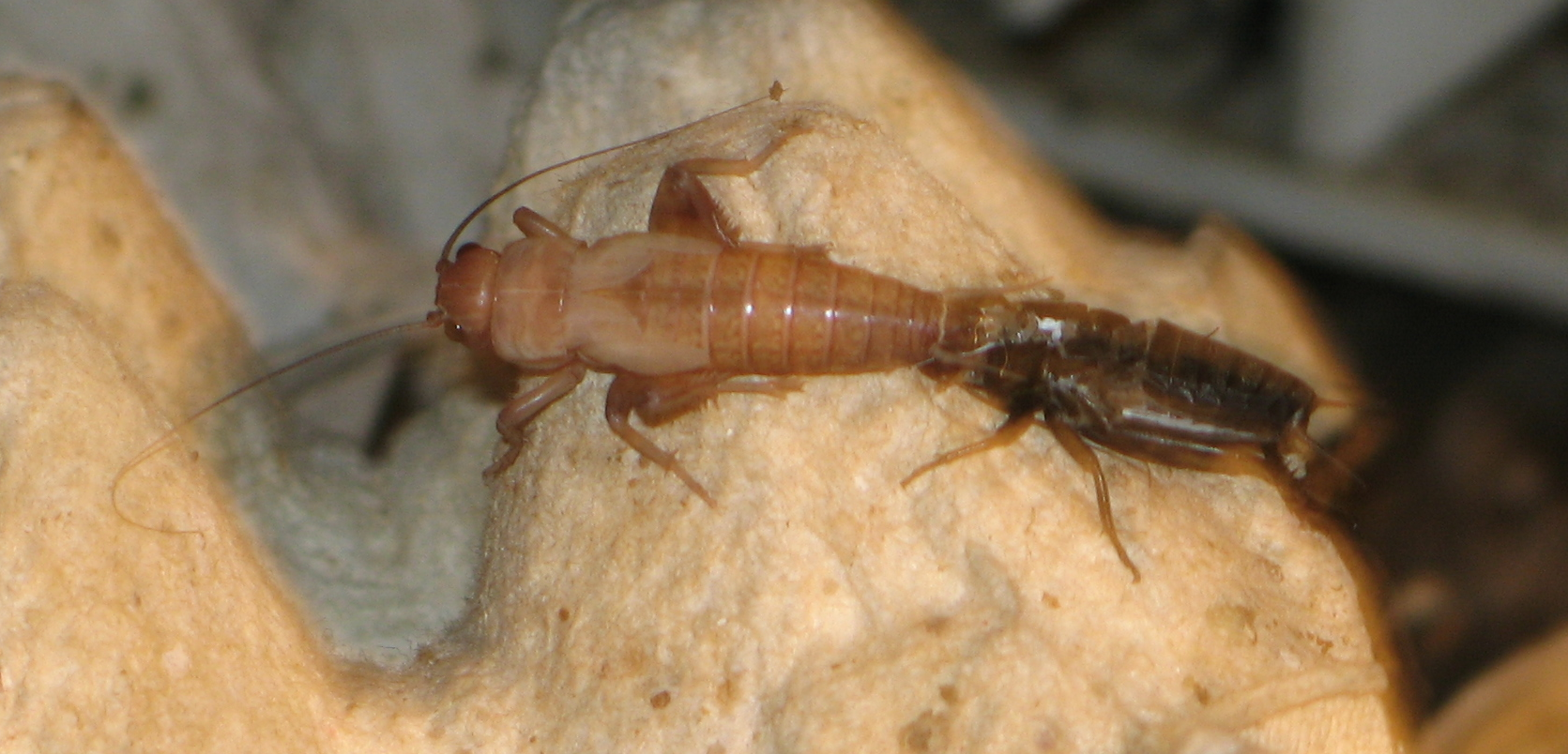
탈피하는 쌍별귀뚜라미

## 같이 보기
- 왕귀뚜라미
- 집귀뚜라미
- 희시무르귀뚜라미
- 갈색거저리
- 외미거저리
- 식용 곤충